# Rugby-Union-Südamerikameisterschaft 2011
Die Rugby-Union-Südamerikameisterschaft 2011 (spanisch Sudamericano de Rugby 2011) der Division A war die 33. Ausgabe der südamerikanischen Kontinentalmeisterschaft in der Sportart Rugby Union. Sie war aufgeteilt in zwei Phasen. In der ersten trafen die Nationalmannschaften von Brasilien, Chile, Paraguay und Uruguay aufeinander. Die zwei besten Teams trafen anschließend in der zweiten Phase auf die Jaguares, die argentinische B-Auswahl. Den Titel gewann zum 32. Mal Argentinien.
Im selben Jahr fand der Wettbewerb der Division B statt, der vier weitere Nationalteams aus Costa Rica, Kolumbien, Peru und Venezuela umfasste. Diese Spiele wurden in der peruanischen Hauptstadt Lima ausgetragen.

## Division A

### Erste Phase
Für einen Sieg gab es drei Punkte, für ein Unentschieden einen Punkt, bei einer Niederlage null Punkte.
|    | Land      | Spiele | Siege | Unent. | Ndlg. | Spiel- punkte | Diff. | Tabellen- punkte |
| -- | --------- | ------ | ----- | ------ | ----- | ------------- | ----- | ---------------- |
| 1. | Chile     | 3      | 3     | 0      | 0     | 117:27        | + 90  | 9                |
| 2. | Uruguay   | 3      | 2     | 0      | 1     | 159:45        | + 114 | 6                |
| 3. | Brasilien | 3      | 1     | 0      | 2     | 75:78         | − 3   | 3                |
| 4. | Paraguay  | 3      | 0     | 0      | 3     | 23:224        | − 201 | 0                |

| 14. Mai 2011 | Paraguay               | 6 : 102        | Uruguay | Cataratas Rugby Club, Puerto Iguazú Schiedsrichter: Henrique Platais (Brasilien) |
| 14. Mai 2011 | Straftritte: Renna (2) | (6:52) Bericht | Versuche: Ameglio Avalo (2) Barcos Bascou Bueno (4) Inchausti Leivas Lewis Magno Mieres Roman (2) Erhöhungen: M. Arocena (6) Lewis (5) | Cataratas Rugby Club, Puerto Iguazú Schiedsrichter: Henrique Platais (Brasilien) |

| 14. Mai 2011 | Chile                                                                       | 25 : 6        | Brasilien               | Cataratas Rugby Club, Puerto Iguazú Schiedsrichter: Mauro Rivera (Argentinien) |
| 14. Mai 2011 | Versuche: Cabrera Rios Silva Erhöhungen: Omegna (2) Straftritte: Omegna (2) | (8:0) Bericht | Erhöhungen: Menutti (2) | Cataratas Rugby Club, Puerto Iguazú Schiedsrichter: Mauro Rivera (Argentinien) |

| 17. Mai 2011 | Chile | 71 : 3         | Paraguay           | Cataratas Rugby Club, Puerto Iguazú Schiedsrichter: Mauro Rivera (Argentinien) |
| 17. Mai 2011 | Versuche: Brangier Cruz (2) de la Fuente (2) del Solar Herrera Huete (2) Orellana Rios Erhöhungen: Cruz (5) Herrera Omegna (2) | (26:3) Bericht | Straftritte: Renna | Cataratas Rugby Club, Puerto Iguazú Schiedsrichter: Mauro Rivera (Argentinien) |

| 17. Mai 2011 | Brasilien                                                           | 18 : 39        | Uruguay                                                                                             | Cataratas Rugby Club, Puerto Iguazú Schiedsrichter: Felipe Balbontin (Chile) |
| 17. Mai 2011 | Versuche: da Ros Gregg Erhöhungen: Menutti Straftritte: Menutti (2) | (8:17) Bericht | Versuche: Bueno Gaminara Leivas Strafversuch Erhöhungen: M. Arocena (2) Straftritte: M. Arocena (5) | Cataratas Rugby Club, Puerto Iguazú Schiedsrichter: Felipe Balbontin (Chile) |

| 20. Mai 2011 | Brasilien | 51 : 14        | Paraguay                                 | Cataratas Rugby Club, Puerto Iguazú Schiedsrichter: Luis Caviglia (Uruguay) |
| 20. Mai 2011 | Versuche: da Ros L. Duque M. Duque Maihara Medeiros Menutti Orioli Sorribes (2) Erhöhungen: L. Duque (2) Menutti | (27:9) Bericht | Versuche: da Rosa Straftritte: Reyes (3) | Cataratas Rugby Club, Puerto Iguazú Schiedsrichter: Luis Caviglia (Uruguay) |

| 20. Mai 2011 | Chile                                   | 21 : 18         | Uruguay                                           | Cataratas Rugby Club, Puerto Iguazú Schiedsrichter: Carlos Romero (Argentinien) |
| 20. Mai 2011 | Straftritte: Cruz (6) Dropgoals: Omegna | (12:15) Bericht | Straftritte: S. Arocena (5) Dropgoals: S. Arocena | Cataratas Rugby Club, Puerto Iguazú Schiedsrichter: Carlos Romero (Argentinien) |

### Zweite Phase
Für einen Sieg gab es drei Punkte, für ein Unentschieden einen Punkt, bei einer Niederlage null Punkte. Das Ergebnis der Begegnung Chile–Uruguay der ersten Phase zählte auch für die zweite Phase.
|    | Land     | Spiele | Siege | Unent. | Ndlg. | Spiel- punkte | Diff. | Tabellen- punkte |
| -- | -------- | ------ | ----- | ------ | ----- | ------------- | ----- | ---------------- |
| 1. | Jaguares | 2      | 2     | 0      | 0     | 136:20        | + 116 | 6                |
| 2. | Chile    | 2      | 1     | 0      | 1     | 27:79         | − 52  | 3                |
| 3. | Uruguay  | 2      | 0     | 0      | 2     | 32:96         | − 64  | 0                |

| 22. Mai 2011 | Jaguares | 61 : 6           | Chile                 | Cataratas Rugby Club, Puerto Iguazú Schiedsrichter: Luis Caviglia (Uruguay) |
| 22. Mai 2011 | Versuche: Agulla (2) Aranguren Baez González Guidone Madero Miralles Moyano Erhöhungen: González (6) Madero (2) | (35 : 6) Bericht | Straftritte: Cruz (2) | Cataratas Rugby Club, Puerto Iguazú Schiedsrichter: Luis Caviglia (Uruguay) |

| 25. Mai 2011 | Jaguares                                                                                        | 75 : 14        | Uruguay                                              | Tacurú Social Club, Posadas Schiedsrichter: Francisco Pastrana (Argentinien) |
| 25. Mai 2011 | Versuche: Agulla Basile Centurion Cubelli Luna (3) Moyano (2) Weiss (2) Erhöhungen: Madero (10) | (40:0) Bericht | Versuche: Gaminara Leivas Erhöhungen: M. Arocena (2) | Tacurú Social Club, Posadas Schiedsrichter: Francisco Pastrana (Argentinien) |

## Division B

### Tabelle
Für einen Sieg gab es drei Punkte, für ein Unentschieden einen Punkt, bei einer Niederlage null Punkte.
|    | Land       | Spiele | Siege | Unent. | Ndlg. | Spiel- punkte | Diff. | Tabellen- punkte |
| -- | ---------- | ------ | ----- | ------ | ----- | ------------- | ----- | ---------------- |
| 1. | Venezuela  | 3      | 3     | 0      | 0     | 124:46        | + 78  | 9                |
| 2. | Peru       | 3      | 2     | 0      | 1     | 91:40         | + 51  | 6                |
| 3. | Kolumbien  | 3      | 1     | 0      | 2     | 56:105        | − 49  | 3                |
| 4. | Costa Rica | 3      | 0     | 0      | 3     | 37:117        | − 80  | 0                |

### Ergebnisse
| 15. Mai 2011 | Peru | 40 : 13 | Costa Rica | Club Cultural Deportivo, Lima |
| 15. Mai 2011 |      |         |            | Club Cultural Deportivo, Lima |

| 15. Mai 2011 | Venezuela | 57 : 19 | Kolumbien | Club Cultural Deportivo, Lima |
| 15. Mai 2011 |           |         |           | Club Cultural Deportivo, Lima |

| 18. Mai 2011 | Peru | 36 : 10 | Kolumbien | Club Cultural Deportivo, Lima |
| 18. Mai 2011 |      |         |           | Club Cultural Deportivo, Lima |

| 18. Mai 2011 | Venezuela | 50 : 12 | Costa Rica | Club Cultural Deportivo, Lima |
| 18. Mai 2011 |           |         |            | Club Cultural Deportivo, Lima |

| 21. Mai 2011 | Kolumbien | 27 : 12 | Costa Rica | Club Cultural Deportivo, Lima |
| 21. Mai 2011 |           |         |            | Club Cultural Deportivo, Lima |

| 21. Mai 2011 | Peru | 15 : 17 | Venezuela | Club Cultural Deportivo, Lima |
| 21. Mai 2011 |      |         |           | Club Cultural Deportivo, Lima |